# Irish League 1890-91
La Irish League 1890-91 fue la primera edición de la máxima categoría del fútbol irlandés, organizada por la Asociación Irlandesa de Fútbol (IFA). La liga contó con 8 equipos, y el campeón fue Linfield.

## Desarrollo

### Clasificación
| Pos. | Equipo       | Pts. | PJ | G  | E | P  | GF | GC | Dif. | Clasificación |
| ---- | ------------ | ---- | -- | -- | - | -- | -- | -- | ---- | ------------- |
| 1    | Linfield (C) | 25   | 14 | 12 | 1 | 1  | 89 | 18 | +71  | Campeón       |
| 2    | Ulster       | 21   | 14 | 9  | 3 | 2  | 72 | 39 | +33  |               |
| 3    | Distillery   | 19   | 14 | 9  | 1 | 4  | 46 | 37 | +9   |               |
| 4    | Cliftonville | 17   | 14 | 7  | 3 | 4  | 37 | 46 | −9   |               |
| 5    | Glentoran    | 13   | 14 | 6  | 1 | 7  | 39 | 38 | +1   |               |
| 6    | Oldpark      | 10   | 14 | 4  | 2 | 8  | 22 | 48 | −26  |               |
| 7    | Clarence     | 7    | 14 | 3  | 1 | 10 | 21 | 49 | −28  | Retirado      |
| 8    | Milford      | 0    | 14 | 0  | 0 | 14 | 10 | 61 | −51  | Retirado      |

 Fuente: RSSSF
Notas:
1. ↑  Clarence renunció a la liga antes del comienzo de la siguiente temporada.[3]
2. ↑  Milford renunció a la liga después de nueve partidos. Sus partidos restantes se registraron como 0-0, pero se otorgaron los puntos a sus oponentes.[1]

| Campeón Linfield |
| 1.er título      |